# Георгій Нарбут (монета)
«Гео́ргій На́рбут» — ювілейна монета номіналом 2 гривні, випущена Національним банком України, присвячена 120-річчю з дня народження Георгія Нарбута — корифея української графіки. Він став одним з організаторів Української академії мистецтв, а згодом і її ректором, виконав ескізи для українських грошових знаків УНР, розробив зразки державної символіки.
Монету введено в обіг 15 березня 2006 року. Вона належить до серії «Видатні особистості України».

## Опис монети та характеристики
| Номінал грн. | Метал      | Маса, г | Діаметр, мм | Якість виготовлення       | Гурт     | Тираж, штук |
| ------------ | ---------- | ------- | ----------- | ------------------------- | -------- | ----------- |
| 2            | нейзильбер | 12,8    | 31,0        | спеціальний анциркулейтед | рифлений | 30 000      |

### Аверс
На аверсі монети зображено фрагмент оформлення купюри 1918 року — селянка та робітник на тлі вінка з квітів і плодів, над яким розміщено рік карбування монети «2006», малий Державний Герб України та напис — «НАЦІОНАЛЬНИЙ БАНК» (півколом)/ «УКРАЇНИ»; унизу — «2/ ГРИВНІ» та логотип Монетного двору Національного банку України.

### Реверс
На реверсі монети — силуетне зображення Георгія Нарбута, праворуч від якого зображено родовий герб Нарбутів, під яким роки життя — «1886/1920» та півколом розміщено напис «ГЕОРГІЙ НАРБУТ».

## Автори

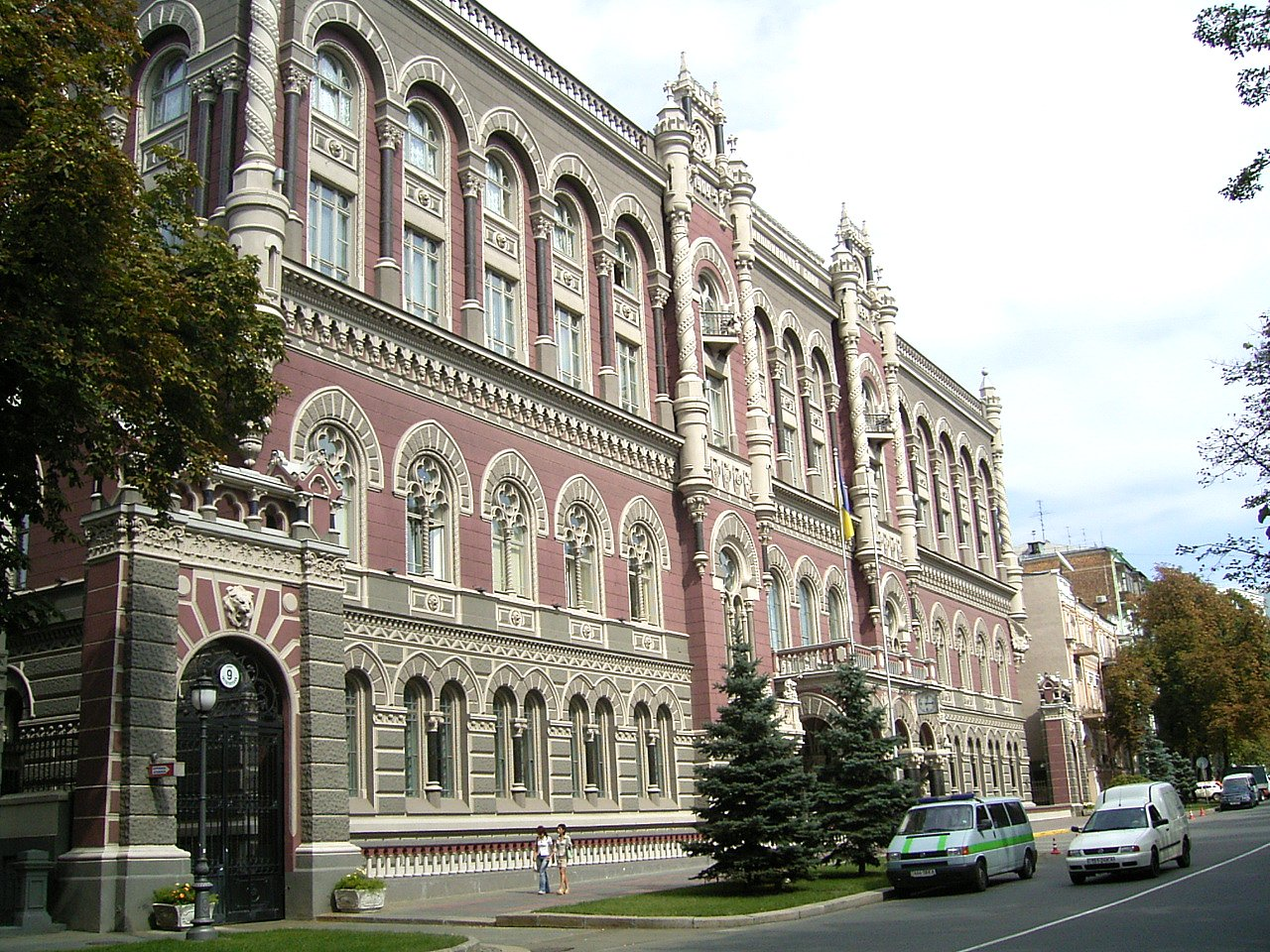
Будівля Національного банку України

- Художники: Іваненко Святослав, Таран Володимир, Харук Олександр, Харук Сергій.
- Скульптори: Атаманчук Володимир, Іваненко Святослав.

## Вартість монети
монети — 15 гривень, була зазначена на сайті Національного банку України 2011 року.
Фактична приблизна вартість монети з роками змінювалася так:
| Рік        | 2010 | 2011 | 2012 | 2013 | 2014 | 2015 | 2016 | 2017 | 2018 | 2019 | 2020 | 2021 | 2022 | 2023 | 2024 | 2025 |
| ---------- | ---- | ---- | ---- | ---- | ---- | ---- | ---- | ---- | ---- | ---- | ---- | ---- | ---- | ---- | ---- | ---- |
| Ціна, грн. | 17   | 20   | 20   | 20   | 30   | 30   | 40   | 50   | 65   | 65   | 65   | 100  | 100  | 140  | 150  | 155  |